# مضخة الشحن

مضخة شحن ذات مرحلتين مزودة بإمداد جهد مستمر وإشارة تحكم في المضخة S _{0}

مضخة شحن ديكسون مع الثنائيات

مضخة الشحن هي نوع من محول DC-to-DC الذي يستخدم المكثفات لتخزين الشحن النشط لرفع أو خفض الجهد. تتميز دارات مضخة الشحن بكفاءة عالية، تصل أحيانًا إلى 90-95٪ ، بينما تكون دوائر كهربائية بسيطة.

## الوصف
تستخدم مضخات الشحن شكلاً من أشكال جهاز التبديل للتحكم في توصيل جهد الإمداد عبر الحمل عبر مكثف. في دورة من مرحلتين، في المرحلة الأولى، يتم توصيل مكثف عبر الإمداد، لشحنه بنفس الجهد. في المرحلة الثانية، يتم إعادة تكوين الدائرة بحيث يكون المكثف في سلسلة مع الإمداد والحمل. هذا يضاعف الجهد عبر الحمل - مجموع العرض الأصلي وجهود المكثف. غالبًا ما يتم تنعيم الطبيعة النبضية للإخراج المحول للجهد العالي باستخدام مكثف خرج.
تقوم دائرة خارجية أو ثانوية بتشغيل التبديل، عادةً عند عشرات الكيلو هرتز حتى عدة ميغا هرتز. يقلل التردد العالي من مقدار السعة المطلوبة، حيث يجب تخزين شحنة أقل وإغراقها في دورة أقصر.
يمكن لمضخات الشحن مضاعفة الفولتية، والجهد الثلاثي، والجهد الكهربي إلى النصف، والجهد العكسي، ومضاعفة الفولتية بشكل جزئي أو قياس الفولتية (مثل × 3/2، × 4/3، × 2/3، وما إلى ذلك) وتوليد الفولتية التعسفية عن طريق التبديل السريع بين الأوضاع، اعتمادًا على وحدة التحكم وطوبولوجيا الدائرة.
يتم استخدامها بشكل شائع في الإلكترونيات منخفضة الطاقة (مثل الهواتف المحمولة) لرفع وخفض الفولتية لأجزاء مختلفة من الدوائر - تقليل استهلاك الطاقة عن طريق التحكم في جهد الإمداد بعناية.

## مصطلحات ل PLL
يستخدم مصطلح مضخة الشحن أيضًا بشكل شائع في دوائر الحلقة المغلقة بالطور (PLL) على الرغم من عدم وجود إجراء ضخ متضمن على عكس الدائرة التي تمت مناقشتها أعلاه. مضخة شحن PLL هي مجرد مصدر تيار ثنائي القطب بتبديل. هذا يعني أنه يمكن إخراج نبضات تيار موجبة وسالبة في مرشح حلقة PLL. لا يمكن أن ينتج جهدًا أعلى أو أقل من مستويات الطاقة والإمداد الأرضي.

## التطبيقات
- يوجد تطبيق شائع لدارات مضخة الشحن في مبدلات المستوى RS-232 ، حيث يتم استخدامها لاشتقاق الفولتية الموجبة والسالبة (غالبًا +10 فولت و −10 فولت) من سكة إمداد طاقة واحدة 5 فولت أو 3 فولت.
- يمكن أيضًا استخدام مضخات الشحن كمشغلات LCD أو محركات LED بيضاء، مما يولد جهدًا متحيزًا عاليًا من مصدر جهد منخفض واحد، مثل البطارية.
- تستخدم مضخات الشحن على نطاق واسع في ذاكرات NMOS والمعالجات الدقيقة لتوليد جهد سلبي "VBB" (حوالي −3 فولت)، والذي يتم توصيله بالركيزة. هذا يضمن أن جميع الوصلات N + إلى الركيزة منحازة بشكل عكسي بمقدار 3 فولت أو أكثر، مما يقلل سعة الوصلة ويزيد من سرعة الدائرة.[1]
- تم استخدام مضخة شحن توفر ارتفاعًا سلبيًا للجهد في الألعاب المتوافقة مع NES وغير المرخصة من قبل Nintendo من أجل إذهال شريحة قفل Nintendo Entertainment System.[2]
- اعتبارًا من عام 2007، تم دمج مضخات الشحن في جميع الدوائر المتكاملة EEPROM وذاكرة الفلاش تقريبًا. تتطلب هذه الأجهزة نبضًا عالي الجهد «لتنظيف» أي بيانات موجودة في خلية ذاكرة معينة قبل أن تتم كتابتها بقيمة جديدة. تطلبت أجهزة EEPROM المبكرة وذاكرة الفلاش موردي طاقة: +5 فولت (للقراءة) و +12 فولت (للمسح). اعتبارًا من 2007 تتطلب ذاكرة الفلاش المتوفرة تجاريًا وذاكرة EEPROM مصدر طاقة خارجيًا واحدًا فقط - بشكل عام 1.8 فولت أو 3.3 فولت.
- تُستخدم مضخات الشحن في جسور H في محركات عالية الجانب لقيادة البوابات MOSFETs وIGBTs و IGBT. عندما ينخفض مركز نصف الجسر، يتم شحن المكثف من خلال الصمام الثنائي، ويتم استخدام هذه الشحنة لاحقًا لدفع بوابة FET ذات الجانب العالي بضع فولت فوق جهد المصدر وذلك لتشغيلها. تعمل هذه الإستراتيجية بشكل جيد، بشرط أن يتم تبديل الجسر بانتظام وتجنب تعقيد الاضطرار إلى تشغيل مصدر طاقة منفصل ويسمح باستخدام أجهزة n-channel الأكثر كفاءة لكلا المحولين. يمكن أيضًا تسمية هذه الدائرة (التي تتطلب التبديل الدوري لل FET عالي الجانب) بدائرة "bootstrap"، وقد يفرق البعض بينها وبين مضخة الشحن (التي لن تتطلب هذا التبديل).
- دائرة الانحراف العمودي في شاشات CRT. مع استخدام ic TDA1670A على سبيل المثال. لتحقيق أقصى انحراف، يحتاج ملف CRT إلى ~ 50 فولت. إن خدعة مضخة الشحن من خط الإمداد 24 فولت تلغي الحاجة إلى جهد آخر.